# Dziaduszyn
Dziaduszyn (deutsch Charlottenhof) ist ein Ort in der polnischen Woiwodschaft Ermland-Masuren. Er gehört zur Landgemeinde Pozezdrze (Possessern, 1938–1945 Großgarten) im Powiat Węgorzewski (Kreis Angerburg).

## Geographische Lage
Dziaduszyn im Nordosten der Woiwodschaft Ermland-Masuren liegt südöstlich des Jezioro Święcajty (deutsch Schwenzait-See) am Westufer des Jezioro Dejguć (Deigutsch-See). Die Kreisstadt Węgorzewo (Angerburg) liegt sieben Kilometer in nordwestlicher Richtung.

## Geschichte
Bei dem einst Charlottenhof genannten Ort handelte es sich im Wesentlichen um einen großen Hof. Bis zum 15. Juli 1816 hieß er Abbau Pilkowski und war bis 1945 ein Wohnplatz der Gemeinde Ogonken (1938–1945 Schwenten, polnisch Ogonki), die zum Kreis Angerburg im Regierungsbezirk Gumbinnen der preußischen Provinz Ostpreußen gehörte. Im Jahr 1905 zählte man in Charlottenhof 52 Einwohner.
In Kriegsfolge kam der Ort 1945 mit dem gesamten südlichen Ostpreußen zu Polen und trägt seitdem die polnische Bezeichnung Dziaduszyn. Er ist jetzt eine selbständige Ortschaft im Schulzenamt (polnisch sołectwo) Harsz (Haarszen, 1936–1945 Haarschen) im Verbund der Landgemeinde Pozezdrze (Possessern, 1938–1945 Großgarten) im Powiat Węgorzewski (Kreis Angerburg), bis 1998 der Woiwodschaft Suwałki, seither der Woiwodschaft Ermland-Masuren zugehörig.

## Religionen
Bis 1945 war Charlottenhof in die evangelische Pfarrkirche Angerburg in der Kirchenprovinz Ostpreußen der Evangelischen Kirche der Altpreußischen Union bzw. in die katholische Kirche Zum Guten Hirten Angerburg im Bistum Ermland eingepfarrt.
Heute ist Dziaduszyn Teil der katholischen Pfarrei Pozezdrze im Bistum Ełk (Lyck) der Römisch-katholischen Kirche in Polen bzw. der evangelischen Kirchengemeinde in Węgorzewo, einer Filialgemeinde der Pfarrei Giżycko (Lötzen) in der Diözese Masuren der Evangelisch-Augsburgischen Kirche in Polen.

## Verkehr
Dziaduszyn liegt an einer Nebenstraße, die Ogonki (Ogonken, 1938–1945 Schwenten) an der polnischen Landesstraße DK 63 (einstige deutsche Reichsstraße 131) mit Okowizna (Numeiten) und Harsz (Haarszen, 1936–1945 Haarschen) verbindet. Eine Bahnanbindung existiert nicht.